# Phyteuma adulterinum
Phyteuma adulterinum là loài thực vật có hoa trong họ Hoa chuông. Loài này được Wallr. miêu tả khoa học đầu tiên năm 1840.